# Rańsk
Rańsk (deutsch Rheinswein) ist ein Dorf in der polnischen Woiwodschaft Ermland-Masuren. Es gehört zur Gmina Dźwierzuty (Mensguth) im Powiat Szczycieński (Kreis Ortelsburg).

## Geographische Lage
Rańsk liegt am Ostufer des Rheinswein-Sees (polnisch Jezioro Rańskie) in der südlichen Mitte der Woiwodschaft Ermland-Masuren, 18 Kilometer nördlich der Kreisstadt Szczytno (deutsch Ortelsburg).

## Geschichte

### Ortsgeschichte
Der nach 1820 Reinswein genannte Gutsort wurde 1386 gegründet, als der Ordenshochmeister Konrad von Rothenstein den Brüdern Hans und Claus Witkop „100 Huben zu Rogenwalde bei dem Reynswin“ verschrieb. Eine Mühle in Rheinswein wurde 1414 erwähnt.
Im Jahre 1468 verlieh Heinrich Reuß von Plauen die „Rheinsweinschen Güter“ an die Familie Küchmeister von Sternberg. Bis 1780 wurden die Küchmeister als Besitzer genannt. An ihrer statt folgten ihnen die Familien von Boyen, von Taubenheim, von Gröben und von Berg Eigentümer.
Im Jahre 1874 wurden der Gutsbezirk Rheinswein (mit Julienhof (polnisch Julkowo)) und die Landgemeinde Rheinswein (mit Heering (polnisch Śledzie)) getrennt in den neu errichteten Amtsbezirk Salleschen (polnisch Zalesie) eingegliedert. Dieser bestand – 1938 in „Amtsbezirk Rheinswein“ umbenannt – bis 1945 und gehörte zum Kreis Ortelsburg im Regierungsbezirk Königsberg (ab 1905: Regierungsbezirk Allenstein) in der preußischen Provinz Ostpreußen. Der Gutsbezirk umfasste damals etwa 669 Hektar, die Landgemeinde etwa 243 Hektar. Im Jahre 1910 zählte der Gutsbezirk 149 Einwohner und die Landgemeinde 163.
Aufgrund der Bestimmungen des Versailler Vertrags stimmte die Bevölkerung im Abstimmungsgebiet Allenstein, zu dem Rheinswein gehörte, am 11. Juli 1920 über die weitere staatliche Zugehörigkeit zu Ostpreußen (und damit zu Deutschland) oder den Anschluss an Polen ab. In Dorf und Gut Rheinswein stimmten 236 Einwohner für den Verbleib bei Ostpreußen, auf Polen entfielen keine Stimmen.
Am 30. September 1928 kam es zum Zusammenschluss des Gutsbezirks und der Landgemeinde zur neuen Landgemeinde Rheinwein. Ihre Einwohnerzahl belief sich 1933 auf 295 und ebenso 1939. Der Amtsbezirk Salleschen wurde per 15. November 1938 in „Amtsbezirk Rheinswein“ umbenannt.
Als 1945 in Kriegsfolge das gesamte südliche Ostpreußen an Polen überstellt wurde, war auch Rheinswein davon betroffen. Das Dorf erhielt die polnische Namensform „Rańsk“. Es ist heute Sitz eines Schulzenamtes (polnisch Sołectwo) und als solches eine Ortschaft im Verbund der Landgemeinde Dźwierzuty (Mensguth) im Powiat Szczycieński (Kreis Ortelsburg), bis 1998 der Woiwodschaft Olsztyn, seither der Woiwodschaft Ermland-Masuren zugehörig. 2011 belief sich die Einwohnerzahl auf 221.

### Amtsbezirk Rheinswein (1938–1945)
Der ab 1938 bestehende Amtsbezirk Rheinswein übernahm von seinem Vorgänger Amtsbezirk Salleschen sechs Orte:
| Deutscher Name  | Früherer Name bis 1938 | Polnischer Name |
| --------------- | ---------------------- | --------------- |
| Gellen (Ostpr.) | Jellinowen             | Jeleniowo       |
| Hirschthal      | bis 1933: Zimnawodda   | Zimna Woda      |
| Kallenau        | Kallenczin             | Kałęczyn        |
| Markshöfen      | Marxöwen               | Marksewo        |
| Mingfen         |                        | Miętkie         |
| Rheinswein      |                        | Rańsk           |

## Kirche
Die Gründung der Kirche in Rheinswein erfolgte in vorreformatorischer Zeit und dürfte in den 1380er Jahren erfolgt sein. Mit Einführung der Reformation wurde sie evangelisch.

### Evangelisch

#### Kirchengebäude

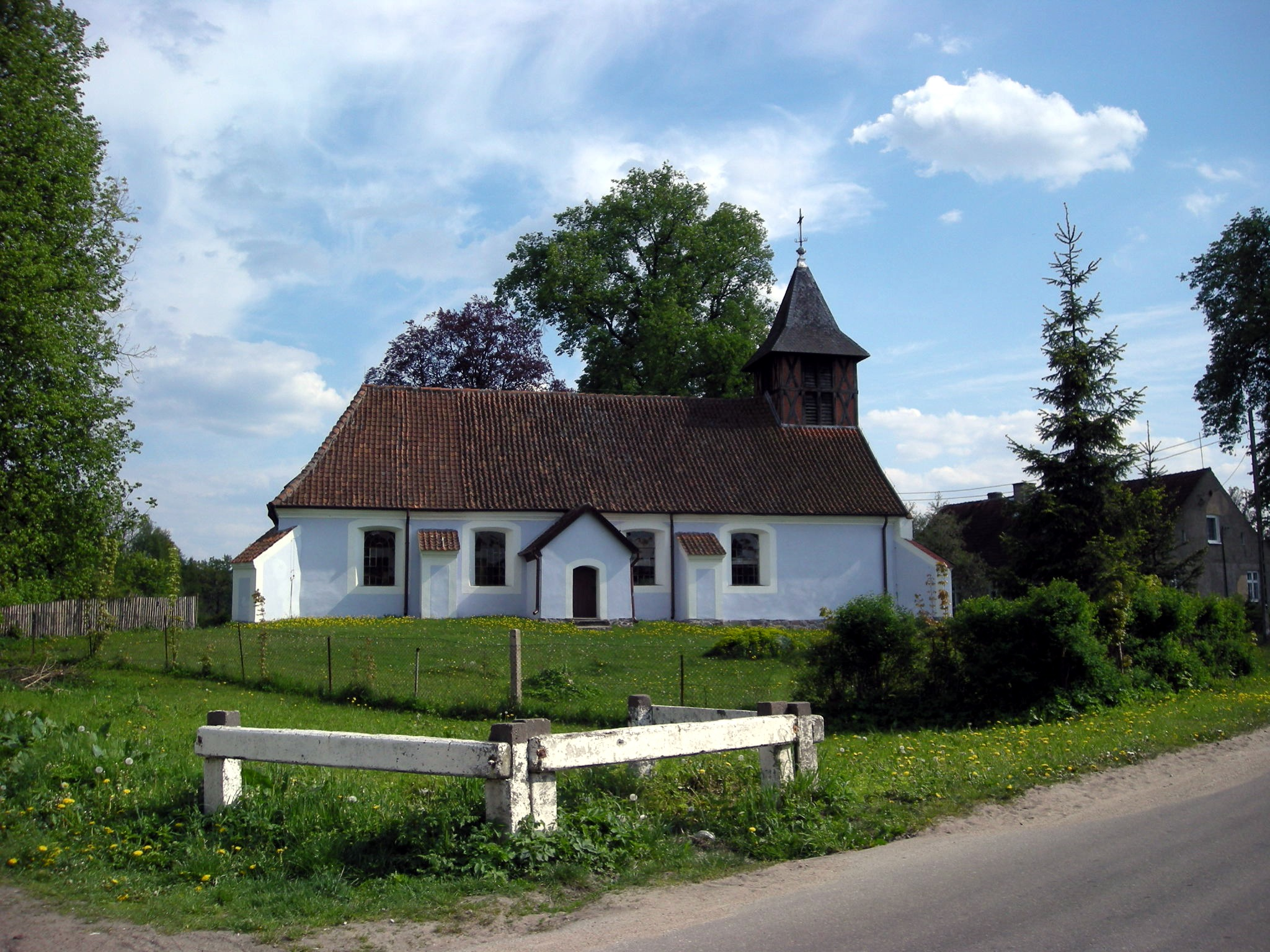
Die evangelische Kirche in Rańsk/Rheinswein

Bei der Kirche in Rańsk handelt es sich heute um einen 1815 bis 1817 errichteten Feldsteinbau mit Fachwerkturm. Die Kanzel und der Altar netstammen der Mitte des 19. Jahrhunderts und bilden ein Ganzes. Der Altar aus dem 16. Jahrhundert wurde in den 1920er Jahren dem Ortelsburger Heimatmuseum übergeben.

#### Kirchengemeinde
Die Kirchengemeinde Rheinswein zählte 1925 mehr als 2700 Gemeindeglieder, die in einem weit verstreuten Kirchspiel wohnten. Es gehörte bis 1945 zum Kirchenkreis Ortelsburg in der Kirchenprovinz Ostpreußen der Kirche der Altpreußischen Union.
Die Rheinsweiner Kirche gehört zu den wenigen Gotteshäusern, die auch nach 1945 evangelisch blieb. Die Kirchengemeinde ist jetzt eine Filialgemeinde der Pfarrei in Szczytno (Ortelsburg) in der Diözese Masuren der Evangelisch-Augsburgischen Kirche in Polen.

### Katholisch
Bis 1945 war Rheinswein in die katholische Kirche Mensguth im Bistum Ermland eingepfarrt. Die Katholiken im heutigen Rańsk sind der einstigen Pfarrei treu geblieben oder aber orientieren sich zur nähergelegenen Pfarrkirche Targowo (Theerwisch) im jetzigen Erzbistum Ermland.

## Schule
Eine Schule wurde in Rheinswein erstmals 1531 erwähnt. Ein für 1939 geplanter Schulneubau kam nicht mehr zustande.

## Verkehr
Rańsk liegt verkehrsgünstig an der Woiwodschaftsstraße 600, die die Kreisstädte Mrągowo (Sensburg) und Szczytno (Ortelsburg) mitsamt ihren Regionen verbindet. Außerdem führt eine Nebenstraße von Jeleniowo (Jellinowen, 1938 bis 1945 Gellen (Ostpr.)) über Rów (Rowmühle, 1938 bis 1945 Babantmühle) direkt in den Ort.
Eine Anbindung an den Bahnverkehr besteht nicht.

## Persönlichkeiten
- Friedrich Nikolaiski (* 11. Oktober 1814 in Rheinswein; † 1882), Pfarrer in Muschaken
- Julius Nikolaiski (* 6. März 1820 in Rheinswein; † 1858), Kreisrichter in Angerburg
- Ulrich Komm (* 18. Januar 1913 in Rheinswein; † 1986), Schriftsteller